# Santa Marta (Pisa)
Santa Marta je katolický kostel v Pise stojící na via Santa Marta.
Budova kostela z roku 1342 s připojeným klášterem, který dnes již neexistuje, byla postavena na příkaz blahoslaveného Domenica Cavalca pro dominikánský řád.
Kompletní rekonstrukce proběhla v letech 1760-1777 podle projektu Mattea Tarocchiho, za přispění Andrea Vaccy. Jednolodní interiér je zdoben štuky od Angela Somazziho. Ústředním dílem bohatě zdobeného oltáře je malba ze 13. století Ukřižování.